# Miguelada

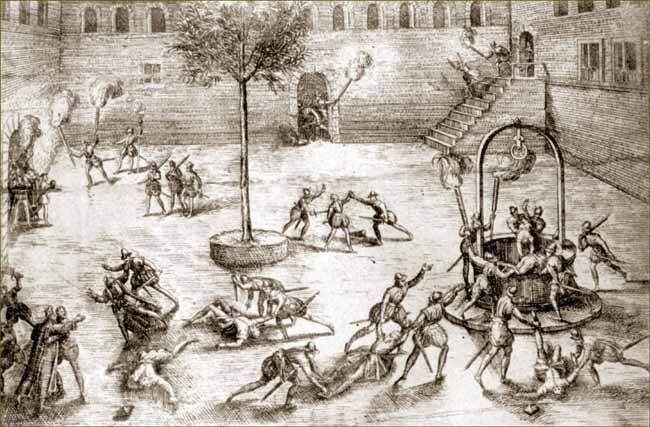
Miguelada de Nîmes.

La 'Miguelada' (Michelade en francés) es el nombre dado a la masacre de 80 a 90 católicos (en su mayoría clérigos), por los protestantes hugonotes de Nimes el día de San Miguel, la noche del 29 al 30 de septiembre de 1567 (un día después de su fracaso para raptar al rey Carlos IX y a su madre Catalina, y en represalia por la supresión de sus creencias). Los católicos fueron degollados y arrojados a un pozo del palacio arzobispal. Los alborotadores también saquearon las iglesias católicas de la ciudad, e intentaron derribar el campanario de la catedral. Este episodio es parte de las guerras político-religiosas de Francia del siglo XVI. Prefiguró, en menor escala, la masacre de protestantes en la llamada Matanza de San Bartolomé en 1572.